# جينارو روتولو
جينارو روتولو (بالإيطالية: Gennaro Ruotolo)‏ (20 مارس 1967 في إيطاليا - ) هو مدرب كرة قدم ولاعب كرة قدم إيطالي في مركز الوسط. شارك مع منتخب إيطاليا لكرة القدم. أما مع النوادي، فقد لعب مع نادي الاتحاد ونادي جنوى ونادي ليفورنو وسورينتو كالتشيو ‏ ونادي أريتسو.

## روابط خارجية
- جينارو روتولو على موقع قاعدة بيانات كرة القدم.إي يو (الإنجليزية)
- جينارو روتولو على موقع ناشيونال فوتبول تيمز (الإنجليزية)
- جينارو روتولو على موقع عالم كرة القدم.نت (الإنجليزية)